# Otmar Oduber
Otmar Enrique Oduber (7 augustus 1972) is een Arubaans politicus. Hij was van 17 november 2017 tot 12 december 2019 minister van Ruimtelijke Ontwikkeling, Infrastructuur en Milieu. Daarvoor was hij van 2009 tot 2016 minister van Toerisme en Transport van Aruba.

## Biografie
Oduber is het derde kind van Rudy en Clara Oduber. Hij studeerde in Florida en werkte daar ook enkele jaren. Zijn eerste stappen in de politiek zette hij in  "Hubentud Activo y Conciente" (HAC), de jongerenvleugel van de AVP. In de jaren negentig werkte Oduber op het bureau van de Minister van economische zaken en toerisme. De toenmalige minister was AVP-kopstuk Tico Croes. Bij de verkiezingen voor de Staten van Aruba van 12 december 1997 werd hij lijstduwer op de AVP-lijst. Tussen 2001 en 2009 was hij lid van de Staten van Aruba. In 2009 werd hij minister van toerisme en transport in het eerste kabinet-Mike Eman. Onder zijn bewind werd de directe KLM-vlucht tussen Aruba en Amsterdam hersteld en keerde ook de Carnival Cruise Lines terug naar Aruba. Zowel het aantal toeristen als de opbrengst per hotelkamer per nacht steeg in die jaren flink. Met de uitslag van de verkiezingen van 2013 scoorde hij, op Mike Eman na, het hoogste aantal persoonlijke stemmen van alle lijsten. Oduber behield in het tweede kabinet-Mike Eman nagenoeg hetzelfde portefeuille. Hij trad op 3 november 2016 af na een interne machtsstrijd over bevoegdheden met enkele andere ministers.
Een jaar later richtte hij een nieuwe politieke partij op, POR. Bij de verkiezingen van september 2017 haalde POR 2 zetels. In het kabinet-Wever-Croes I werd Otmar Oduber minister van Infrastructuur en Milieu. Op 17 september 2019 kondigde hij aan uit de actieve politiek te treden. Op 12 december 2019 legde hij zijn ministersambt neer na diverse aantijgingen over hem van corruptie en trad vijf maanden later af als partijvoorzitter van de POR. Tot opvolger-minister werd aangewezen Marisol Tromp, die op 28 januari 2020 beëdigd werd. Met het oog op de aankomende verkiezingen kondigde Oduber in juli 2023 zijn terugkeer in de actieve politiek aan.
Oduber is getrouwd en heeft vier kinderen.

## Zaak Flamingo
Het strafrechtelijk onderzoek bekend als "zaak Flamingo" richt zich op onregelmatigheden in de uitgifte aan bedrijven van overheidsterreinen tijdens de laatste ambtsperiode van Oduber (2017 - 2019). In het kader hiervan deed het Openbaar Ministerie in juni 2020 diverse huiszoekingen, waaronder inbegrepen de woning van Oduber.